# Pebok
Pebok is een historisch merk van motorfietsen.
De bedrijfsnaam was: Pebok Motorcycle Co., London.
Pebok was ooit een van de leidende Engelse motorfietsfabrikanten, die 2¼-, 2¾- en 3½ pk modellen bouwde. De productie duurde van 1903 tot 1906. De motoren werden in eigen beheer gebouwd en in 1904 stapte men over van snuffelkleppen op gestuurde inlaatkleppen. Pebok motorfietsen werden ook ingezet in wegraces en heuvelklimwedstrijden.